# جايسون خاراميو
جايسون خاراميو (بالإنجليزية: Jason Jaramillo)‏ هو لاعب كرة قاعدة أمريكي، ولد في 9 أكتوبر 1982 في راسين في الولايات المتحدة.

## وصلات خارجية
- جايسون خاراميو على موقع دوري كرة القاعدة الرئيسي (الإنجليزية)
- جايسون خاراميو على موقعبيزبول رفرنس.كوم (الدوري الرئيسي) (الإنجليزية)
- جايسون خاراميو على موقعبيزبول رفرنس.كوم (الدوري الثانوي) (الإنجليزية)
- جايسون خاراميو على موقع إي إس بي إن.كوم (أم.أل.بي) (الإنجليزية)
- جايسون خاراميو على موقع مشجعي الرسوم البيانية (الإنجليزية)